# Everything (MISIA單曲)
《Everything》，是日本女歌手MISIA的第7張單曲。2000年10月25日。是MISIA迄今銷量最高單曲作品及代表作之一。

## 簡介
是同年由松嶋菜菜子和堤真一主演的富士電視台大熱月九劇《大和拜金女》的主題曲。
MISIA首次取得Oricon公信榜單曲週榜冠軍，並蟬聯三週，總共獲得四週冠軍。Oricon統計總銷量高達187.8萬張，是MISIA迄今最高銷量的單曲，也是唯一一張銷量過百萬的單曲。總出貨量超過200萬張。是2000年度日本單曲銷量第14位，2001年度的第12位。
是2000年代以來女性歌手最暢銷的單曲。也是2000年代以來銷量第四高的單曲，僅次於南方之星的《TSUNAMI》、SMAP的《世界上唯一的花》以及福山雅治的《櫻坂》。
日本歷代單曲總銷量第28位。
單曲發行10年之後的2010年，在日清食品採用為杯麵品牌「合味道」的廣告歌。

## 收錄曲目
1. Everything
作詞：MISIA；作曲：松本俊明；編曲：冨田惠一
2. 愛之歌（愛の歌）
作詞：MISIA；作曲：佐佐木潤
3. Everything (Hex Hector's Club Mix)
作詞：MISIA；作曲：松本俊明
4. Escape (DJ WATARAI Remix)
作詞：MISIA；作曲：MISIA & SAKOSHIN